# Parafia Wniebowzięcia Najświętszej Maryi Panny w Chojnikach
Parafia Wniebowzięcia Najświętszej Maryi Panny w Chojnikach – rzymskokatolicka parafia znajdująca się w diecezji pińskiej, w dekanacie mozyrskim, na Białorusi. Przy parafii obecnie nie rezyduje żaden kapłan. Obsługiwana ona jest przez księży z parafii Wniebowzięcia Najświętszej Maryi Panny w Mozyrzu.

## Historia
Znajdował się tu kościół filialny parafii Ostrohladowicze, zamknięty w drugiej połowie XIX w. Zniszczony w XX w.
Katolicyzm w Chojnikach odrodził się po upadku Związku Sowieckiego.